# Talent (rivière)
Pour les articles homonymes, voir Talent.
Le Talent est une rivière du canton de Vaud, en Suisse. Il naît dans le Jorat en pleine forêt, près de la route des paysans qui relie Le Chalet-à-Gobet et Peney-le-Jorat. Il passe notamment par Montheron, Échallens et Chavornay. Il arrive ensuite à Orbe où il est rejoint par le Nozon. Ensemble, ils se confluent avec l'Orbe et la rivière prend alors le nom de Thièle. Cette dernière se jette dans le lac de Neuchâtel.

## Hydronymie
Le Talent, anciennement Thela, tire son nom d'une très ancienne racine hydronymique, probablement préceltique, TL faisant allusion à l'eau. Cette racine se trouve aussi dans la Thièle ou le Toleure.

## Géographie

### Parcours
Le Talent prend sa source dans le Jorat, tout près du Chalet-à-Gobet dans la commune de Lausanne. Il reçoit le ruisseau des Corbessières puis coule dans la forêt en direction du nord et peu avant Froideville il part à l'ouest pour atteindre Montheron, toujours sur le territoire de la commune de Lausanne où il est rejoint par le ruisseau de Benenté. Il continue sur le lieu-dit Les Mouilles encore à Montheron où il est rejoint par la Tioleire. Il quitte le Jorat pour entrer dans la région du Gros-de-Vaud lorsqu'il arrive à Cugy où il est rejoint par le ruisseau de Latigny. De là, il continue sur Bretigny-sur-Morrens puis Moulin d'Assens où il est rejoint par le Cambron. Il remonte au nord sur la localité de Malapalud où il est rejoint par le Posat. Il arrive alors à Échallens où il subit les rejets de la station d'épuration de la commune. Il continue son tracé jusqu'à Saint-Barthélemy où il est rejoint par la Mortigue. Puis, il poursuit à l'ouest et bifurque au nord vers les localités successives d'Éclagnens et Goumoens-le-Jux où il est rejoint par la Vouda. Le Talent s'enfonce alors dans un vallon encaissé dans lequel une chute d'eau naturelle forme un barrage infranchissable pour la faune piscicole. Cette chute d'eau sépare le Talent en deux parties. Le Talent inférieur et le Talent supérieur. La rivière change lorsqu'il arrive à Chavornay où il passe sous le célèbre pont de l'ingénieur Umberto Guglielmetti  et rejoint la plaine de l'Orbe. La rivière est alors canalisée. On y trouve désormais des percidés. À Orbe il est rejoint par le Nozon puis conflue avec l'Orbe pour former la Thièle et continuer dans l'Aar pour finir dans le Rhin,,,.
Le bassin versant du Talent est de 66,3 km2.
L'île de Bavois est une île du Talent.

### Aménagements
Durant les années 2021 et 2022, la rivière subit plusieurs travaux de correction et de renaturation afin de supprimer 30 points infranchissables pour permettre de restaurer la migration piscicole aussi bien sur la partie inférieure et supérieure du Talent.

### Hydrologie
À Chavornay, le débit annuel moyen du Talent est de 1,08 m3/s pour la période de 1993 à 2011. Le débit de pointe le plus élevé est atteint le 12 mars 2001 avec 40,6 m3/s, avec ce même jour, un débit moyen de 12,2 m3/s. Le débit minimum moyen journalier lui a été mesuré en juin 2009 avec 0,063 m3/s.

## Faune

### Faune piscicole
La faune piscicole du Talent varie sur sa partie inférieure et supérieure. Un recensement de 2007 a permis de déterminer les espèces habitant le cours d'eau. Dans le haut de la rivière jusqu'aux chutes de Goumoëns-le-Jux, dans une eau claire et oxygénée, on y trouve surtout des salmonidés dont la truite fario et l'ombre. Deux cyprinidés sont présents : le chevaine et le vairon et enfin la rivière abrite aussi des loches franches.
Dans la partie inférieure du Talent, toutes les espèces de la partie supérieure sont présentes. Du plus, certaines espèces viennent depuis le lac de Neuchâtel. Il y a trois cyprinidés de plus : Le goujon, le barbeau commun et la tanche. Épisodiquement, le  vengeron et le rotengle viennent dans le Talent. Les autres poissons de la partie inférieure du Talent sont la loche de rivière, le brochet, l'épinoche à trois épines et la perche.
Avec l'Orbe et la Menthue, le Talent est une des dernières rivières vaudoise à abriter une population vivante d'ombres. Ils se trouvent essentiellement dans le Talent supérieur depuis les hauteurs de Goumoens-le-Jux jusqu'aux bois du Jorat.

### Autres espèces animales
Hormis les poissons, le Talent abrite d'autres espèces animales. En particulier, y subsistent les deux espèces d'écrevisses locales : l'écrevisse à pattes blanches et l'écrevisse à pattes rouges. Dans sa partie supérieure, on y trouve aussi des castors qui font leurs nids dans la rivière,.

## Héraldique
Le Talent joue plusieurs fois le rôle de limite communale, et il apparaît sur les armoiries de la commune vaudoise de Cugy. Si les armoiries ont pour base les émaux de l'évêque de Lausanne, soit le gueules et l'argent et elles reprennent la disposition des armoiries de la commune de Lausanne. La commune y a ajouté ses limites communales pour se distinguer de celles de Lausanne.
Elles se blasonnent ainsi : De gueules à deux fasces ondées d'argent, au chef du second chargé d'une aigle du premier, les rivières sont représentées par des fasces car la commune est délimitée au nord par le Talent et au sud par la Mèbre.

Armoiries de la commune de Cugy.

## Tourisme
Les différents offices du tourisme vaudois on fait des efforts pour mettre en valeur le Talent et proposent différentes promenades le long de la rivière. On en trouve tel que dans le petit guide de Pierre Corajoud ou encore par l'association Région Gros-de-Vaud,.

## Galerie

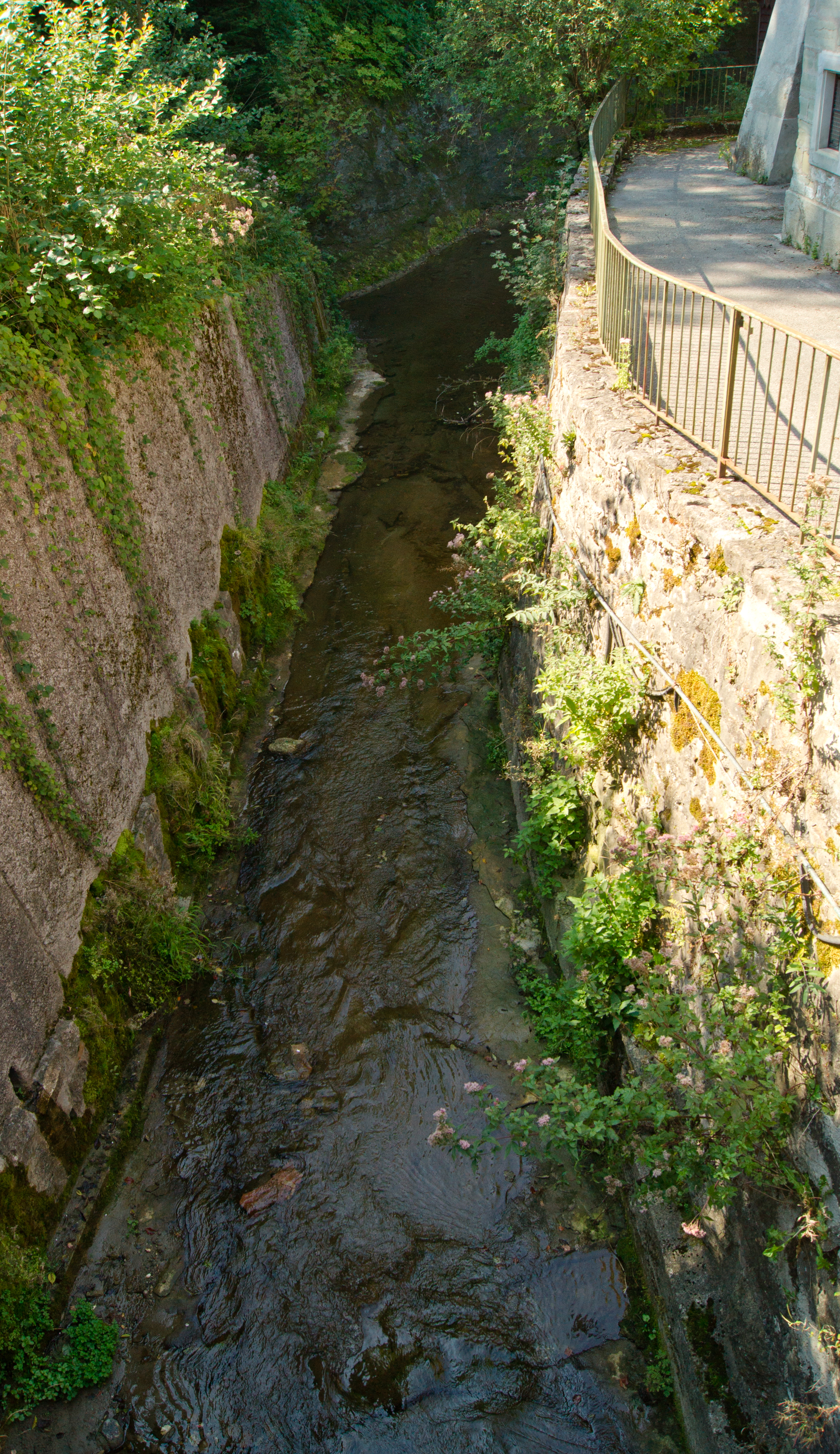
Le Talent dans le Jorat à Montheron.
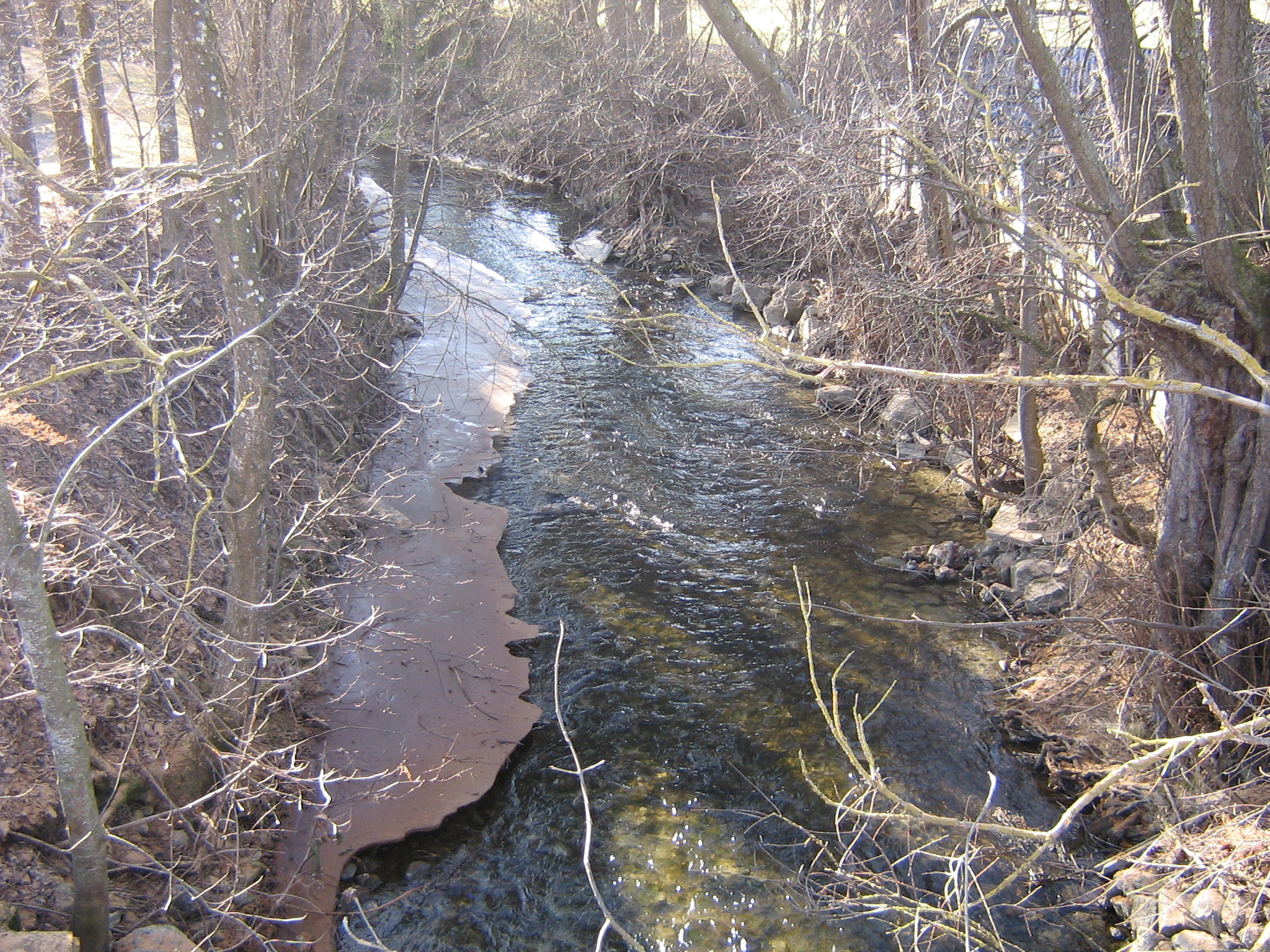
Le Talent en partie gelé à Échallens, au-dessous du lieu-dit Pré Bacon.
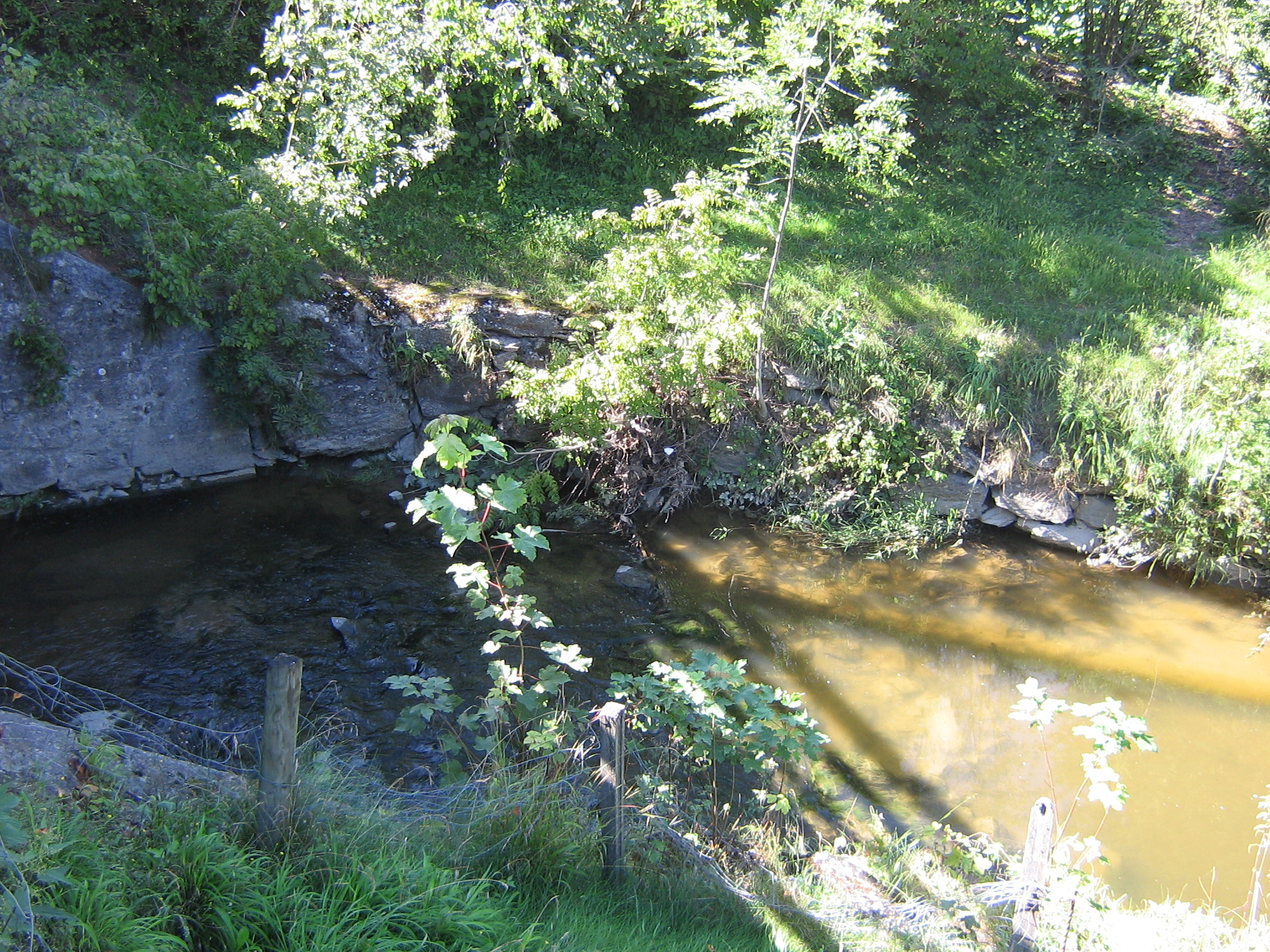
Le Talent à Saint-Barthélemy juste avant de confluer avec la Mortigue.
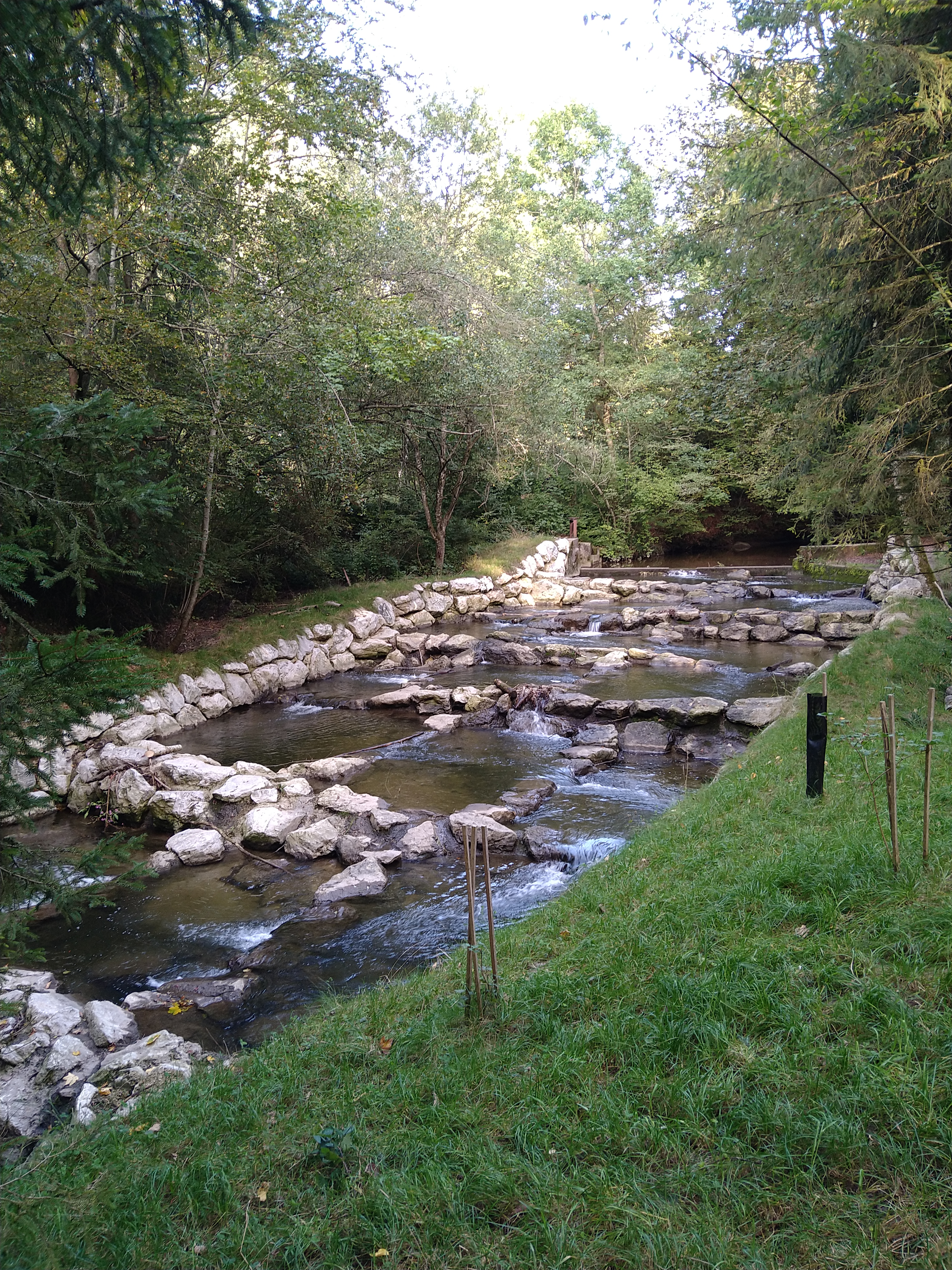
Lit du Talent renaturé dans les bois de la commune à Échallens.